# Диметилглицин
Диметилглицин (ДМГ) — производное аминокислоты глицин со структурной формулой (CH3)2NCH2COOH. Он может быть найден в бобовых и печени. Может быть получен удалением из триметилглицина одной из его метильных групп. Кроме того, он является побочным продуктом метаболизма холина.
Когда ДМГ был получен впервые, он был отнесён к витаминам как витамин B16, но, в отличие от настоящих витаминов группы B, недостаток ДМГ в питании не приводит к каким-либо вредным для здоровья последствиям и вследствие этого он не соответствует определению термина витамин. В современных условиях диметилглицин определён как пищевой продукт и может применяться без предписания врача.

## Применение
Диметилглицин может быть использован в качестве препарата для усиления спортивных возможностей, иммуностимулятора, для лечения эпилепсии или митохондриальных заболеваний. Опубликованные исследования в спектре заболеваний аутизмом показали, что практически нет разницы между лечением ДМГ и плацебо.